# Jessi
Jessica Ho (Queens, Nueva York, 17 de diciembre de 1988), más conocida como Jessi, es una rapera y cantautora estadounidense de origen coreano, que debutó como solista en 2005 con el álbum sencillo Get Up. Es conocida por su participación en el programa de competencia de rap femenino Unpretty Rapstar, donde quedó en segundo lugar, y por sus colaboraciones con artistas como J.Y. Park, Ailee, Hyolyn y Ed Sheeran. Su estilo musical combina el K-pop, el hip hop y el R&B, y se caracteriza por su actitud directa y su voz potente. Jessi también ha formado parte de los grupos Uptown, Lucky J, Unnies y Refund Sister's.

## Carrera

### 2003-14: Inicios de carrera
Jessi pasó con éxito una audición para SM Entertainment. Sin embargo, optó por no formar parte de la compañía, ya que creía que el enfoque de la música del sello no coincidía con su estilo. Antes de que Jessi tuviera un hiatus temporal en la industria de la música, tuvo problemas para acostumbrarse a la cultura coreana. Ella no encontró éxito inmediato después de su debut, y algunas veces se vio obligada a dormir en saunas cuando no tenía suficiente dinero para pagar un lugar donde quedarse.
En 2003, Jessi audicionó con éxito para Doremi Media, y se mudó a Corea del Sur a la edad de 15 años. El 18 de septiembre de 2005, debutó con un sencillo en CD titulado Get Up, interpretando el sencillo homónimo en el programa musical, Music Bank. En 2006, sustituyó a Yoon Mi-rae en el álbum Testimony de Uptown. Su segundo sencillo en CD, titulado The Rebirth, se lanzó en enero de 2009. Después de ese lanzamiento, se retiró de la industria musical temporalmente y abandonó Corea para regresar a Estados Unidos. En 2014, después de estar inactiva por cinco años, Jessi regresó como miembro del trío de hip hop, Lucky J, integrado por J'Kyun y J-Yo. Lucky J debutó con el sencillo digital «Can You Hear Me» bajo YMC Entertainment en julio de ese año. Un mes después de su debut, Lucky J hizo una aparición en el programa de competencia de música de Mnet Immortal Songs 2. El 31 de diciembre, Jessi rapeó en colaboración con su compañera de sello Ailee y la exmiembro de Sistar, Hyolyn. El trío presentó la exitosa canción «Bang Bang» en el programa de música de fin de año MBC Gayo Daejejeon.

### 2015-2024: Apariciones en televisión y P-Nation
De enero a marzo de 2015, Jessi formó parte de la primera temporada de Unpretty Rapstar, un spin-off del programa Show Me The Money. Unpretty Rapstar es un programa de supervivencia de rap femenino, donde las concursantes compiten por la oportunidad de aparecer en las canciones de un álbum recopilatorio. Jessi fue elegida como la ganadora del segundo lugar del programa, por votación del público. Después de su aparición en Unpretty Rapstar, Jessi apareció en el sencillo de J.Y. Park «Who's Your Mama?» y su vídeo musical, ambos lanzados en abril de 2015. La canción superó las nueve principales listas de música en Corea tan pronto como fue lanzada. A lo largo de 2015, Jessi apareció como invitada en varios programas de variedades populares, incluidos Running Man y Happy Together. Lanzó su primer sencillo de rap en solitario, «Ssenunni», el 15 de septiembre. La primera presentación en vivo de Jessi en los Estados Unidos se realizó el 16 de octubre. Actuó en el Teatro Belasco de Los Ángeles, con el dúo de hip-hop Mighty Mouth como su acto de apertura. Cuando Unpretty Rapstar 2 salió al aire, Jessi apareció en varios episodios como mentora. Ella y Cheetah, el ganador de la temporada anterior, cantaron en Unpretty Rapstar 2 canciones producidas por Verbal Jint. En diciembre de 2015, Jessi interpretó su canción de rap «Ssenunni» en los Mnet Asian Music Awards.
En 2016, Jessi participó como una de las miembros permanentes en la primera temporada del popular programa de variedades coreano, Sister's Slam Dunk. En 2017, Jessi lanzó «Gucci» de su primer miniálbum, titulado Un2verse, ambos lanzados el 13 de julio. En 2018, Jessi protagonizó Yo! MTV Raps. El programa se emitió en MTV Asia el 6 de julio. El mismo día, lanzó un sencillo titulado «Down». El contrato de Jessi con YMC Entertainment finalizó en octubre de 2018, y en enero de 2019, firmó un contrato con el sello discográfico de PSY, P-Nation. Su primer sencillo bajo el sello, «Who Dat B», fue lanzado el 23 de septiembre de 2019. Dos meses más tarde, lanzó «Drip» en colaboración con Jay Park. La rapera lanzó su segundo EP, Nuna, el 30 de julio de 2020.

## Vida personal
Jessi asistió a Korea Kent Foreign School junto a Tiffany Young de Girls' Generation y Jessica Jung. Stephanie Kim, antigua miembro de The Grace, también asistió a la misma escuela.
En 2013, durante su descanso de la industria musical, surgió una controversia sobre la participación de Jessi en un presunto asalto. La víctima declarada retiró rápidamente los cargos contra la cantante, y la investigación se cerró.

## Discografía

### EPs
- 2017: Un2verse
- 2020: Nuna

## Filmografía

### Programas de televisión
| 2015      | Unpretty Rapstar                           | Mnet | Todos                | Concursante                                         |      |                                     |     |  |          |
| 2015      | Real Men 3                                 | MBC  |                      | Miembro del elenco                                  |      |                                     |     |  |          |
| 2015      | Hello Counselor                            | KBS2 | Episodio 223         | Invitada                                            |      |                                     |     |  |          |
| 2015      | King of Mask Singer                        | MBC  | Episodio 35          | Concursante (bajo el pseudónimo de «Miss Korea»)    |      |                                     |     |  |          |
| 2016      | I Can See Your Voice                       | Mnet | Ep. #6 (temporada 3) | Invitada                                            |      |                                     |     |  |          |
| 2016      | Sister's Slam Dunk                         | KBS2 | Todos                | Miembro del elenco                                  |      |                                     |     |  |          |
| 2016      | Duet Song Festival                         | MBC  | Episodios 1, 2       | Concursante con Kim Seok Goo                        |      |                                     |     |  |          |
| 2017      | High School Rapper                         | Mnet | Todos                | Jueza                                               |      |                                     |     |  |          |
| 2018      | King of Mask Singer                        | MBC  | Episodio 161-162     | Concursante (bajo el pseudónimo de "Laundry Fairy") |      |                                     |     |  |          |
| 2020      | Running Man                                | SBS  |                      | Invitada                                            |      |                                     |     |  |          |
| 2020      | Law of the Jungle – Tribe Chief and Granny | SBS  | Episodio 427-429     | Miembro del elenco                                  |      |                                     |     |  |          |
| 2020      | Sixth Sense                                | TVN  | Todos                | Miembro del elenco                                  |      |                                     |     |  |          |
| 2020-2022 | Jessi's Show! Terview                      | SBS  | Todos                | Miembro del elenco                                  |      |                                     |     |  |          |
| 2020      | CAP-TEEN                                   | MNET | Todos                | Jueza                                               |      |                                     |     |  |          |
| 2021      | Sixth Sense 2                              | TVN  | Todos                | Miembro del elenco                                  |      |                                     |     |  |          |
| 2022      | "Sixth Sense 3"                            | TVN  | Todos                | Miembro del elenco                                  | 2021 | Hangout with Yoo (How Do You Play?) | MBC |  | Invitada |

## Premios y nominaciones
| Año  | Premio                  | Categoría                              | Receptor               | Resultados |
| ---- | ----------------------- | -------------------------------------- | ---------------------- | ---------- |
| 2016 | 8th Style Icon Asia     | Awesome Swagger                        | Ella misma             | Ganadora   |
| 2016 | Cable TV Awards         | Cable Star Awards – Mejor Cantante     | Ella misma             | Ganadora   |
| 2020 | SBS Entertainment Award | Rookie Award                           | Showterview with Jessi | Ganadora   |
| 2020 | Mnet Asian Music Award  | Favorite Dance Performance Female Solo | Ella misma             | Ganadora   |
| 2021 | Golden Disk Award       | Best Solo Artist Award                 | Ella misma             | Ganadora   |
| 2021 | Seoul Music Awards      | R&B/Hip-Hop Award                      | Ella misma             | Ganadora   |